# Super!
Super! est une chaîne de télévision italienne appartenant à Paramount Global Italy (it).

## Histoire
DeA Super! fut lancé le 1er septembre 2010 sur Sky Italia.

Logo jusqu'au 18 mars 2012

Le 18 mars 2012, la chaîne devint gratuite sur la TNT italienne et fut renommée Super!. Une chaîne préscolaire nommée DeA Junior fut lancé sur Sky.
Le 14 septembre 2015, Super! passa en 16:9 et le logo a été modifié en 2D.
Le 14 septembre 2017, Viacom annonce avoir acquis 50% de la chaîne.
Le 18 octobre 2019, Viacom Italia prit le contrôle total de la chaîne. La collaboration avec DeAgostini continue cependant avec un accord pluriannuel pour du contenu original.

## Programmes

### Séries d'animation
Actuels
- Bienvenue chez les Loud
- Bob l'éponge
- Le Ranch
- Les Casagrandes
- Miraculous, les aventures de Ladybug et Chat Noir
- Zak Storm, super pirate

Finis
- Angelina Ballerina[4]
- Atomicron
- Angry Birds Toons
- Boy Girl etc.
- Bratzillaz[5]
- Bubulle Guppies
- Chasseurs de trolls : Les Contes d'Arcadia
- Détective Conan
- Dinotrux
- Dora l'exploratrice[4]
- Egyxos
- En route : Les Aventures de Tif et Oh
- Fanboy et Chum Chum
- Flash & Dash
- Garfield et ses amis
- Go Diego ![4]
- Hover Champs - Spin & Go[5]
- Jimmy Neutron[4]
- Kaeloo
- Kamp Koral : Bob la petite éponge
- Kung Fu Panda : L'Incroyable Légende
- La Ferme en folie
- La Ligue des super vilains
- Lego City Adventures (en)
- Lego Friends : Cinq filles en mission
- Le Show de M. Peabody et Sherman
- Les Aventures du Chat potté
- Les Croods : Origines
- Les Lapins Crétins : Invasion
- Les Tortues Ninja[5]
- LoliRock
- Michat-Michien[6]
- Mes parrains sont magiques[4]
- Moi, Elvis
- Monster High
- Monstres contre Aliens
- Ozzy et Drix
- Patrick Super Star
- Roi Julian ! L'Élu des lémurs
- Sally Bollywood
- Sanjay et Craig
- Spectacular Spider-Man
- Spider-Man : Les Nouvelles Aventures
- SpieZ! Nouvelle Génération
- Spirit : Au galop en toute liberté
- Team Hot Wheels
- The Barbarian and the Troll
- Totally Spies![4]
- TUFF Puppy
- Turbo FAST
- Ultra Maniac

### Séries télévisées
Actuels
- Danger Force
- Henry Danger
- iCarly
- Kally's Mashup, la voix de la pop
- Les Thunderman
- New School
- Nicky, Ricky, Dicky & Dawn
- Victorious
- Young Dylan

Finis
- 100 choses à faire avant le lycée
- Anubis[5]
- Bella et les Bulldogs
- Camilla Store[4]
- Chica vampiro
- Do You Bijoux?
- D.R.E.A.M.
- Drama Club : option théâtre
- Dream High
- Freestyle - Tutta un'altra stanza
- Game Shakers
- H2O
- I Am Frankie
- Identikids
- Julie e os Fantasmas[5]
- Knight Squad
- Le Bureau des affaires magiques
- Le Remplaçant
- Le Prince de Bel-Air
- Love Divina
- Make It Pop
- Mega Mindy
- Missione cuccioli[4]
- Ned ou Comment survivre aux études
- Sam & Cat
- Side Hustle : Un job à tout prix
- Street of Magic
- Talent High School - Il sogno di Sofia[5]
- The Band[4]
- Viky TV[4]
- Zoé[5]